# Игра престола (1. сезона)
Прва епизода прве сезоне фантазијске драме Игра престола (енгл. Game of Thrones) премијерно је приказана на ХБО-у 17. априла 2011. у Сједињеним Америчким Државама, а последња 19. јуна исте године. Састоји се од десет епизода, свака по приближно 55 минута. Сезона се заснива на књизи Игра престола, првом роману у серијалу Песма леда и ватре аутора Џорџа Р. Р. Мартина, коју су за телевизију адаптирали Дејвид Бениоф и Д. Б. Вајс. ХБО је наручио пилот епизоду у новембру 2008. године. Снимање је почело наредне године. Међутим, сматрало се да је епизода незадовољавајућа, али касније је поново усвојена. У марту 2010, ХБО је наручио прву сезону, чије снимање је почело у јулу, првенствено у Белфасту, Северна Ирска, с додатним снимањем на Малти.
Прича се одвија у фантастичном свету, првенствено на континенту званом Вестерос, и са једном која се одвија на другом континенту на истоку познатом као Есос. Као и роман, сезона се у почетку фокусира на породицу племића Едарда „Неда” Старка (Шон Бин), од кога се тражи да постане краљева десница (главни саветник) свом краљу и дугогодишњем пријатељу Роберту Баратеону (Марк Еди). Нед мора да сазна ко је убио његовог претходника, Џона Ерина (Џон Стандинг), док покушава да заштити своју породицу од ривала куће Ланистера. Он открива мрачне тајне о Ланистерима које је његов претходник знао и погинуо покушавајући да их разоткрије. У међувремену, у Есосу, прогнани Висерис Таргарјен (Хари Лојд), син бившег краља, верује да још увек има право на престо.
Игра престола садржи велики број глумаца, као што су Шон Бин, Марк Еди, Питер Динклиџ, Николај Костер-Волдо, Лина Хиди, Мишел Ферли и Ијан Глен. Новији глумци су узети као млађа генерација ликова, као што су Емилија Кларк, Ричард Маден, Кит Харингтон, Мејси Вилијамс, Софи Тарнер, Алфи Ален и Џејсон Момоа.
Прва сезона је освојила два од тринаест награда Еми за које је номинована, а Питер Динклиџ је освојио награду за најбољег споредног глумца у драмској серији. Такође је номинован за најбољу драмску серију. Гледаност у Сједињеним Државама порасла је за око 33% током сезоне, са 2,2 милиона на више од 3 милиона до финала.

## Епизоде
| Бр. еп. (укупно) | Бр. еп. (у сезони) | Наслов                            | Редитељ          | Сценариста                 | Премијера       | Гледаност у САД (милиони) |
| --- | ------------------ | --------------------------------- | ---------------- | -------------------------- | --------------- | ------------------------- |
| 1 | 1                  | Зима долази                       | Тим Ван Патен    | Дејвид Бениоф и Д. Б. Вајс | 17. април 2011. | 2,22                      |
| У Седам краљевстава Вестероса, војник древног реда Ноћне страже преживео је напад натприродних створења познатих као Бели ходачи, за које се мислило да су митски. Он покушава да напусти Стражу, али је заробљен и послан у замак Зимоврел, којим влада Едард „Нед” Старк, заштитник Севера, који га погуби због дезертерства. У Краљевој Луци, главном граду, Џон Ерин, краљева десница, умире под мистериозним околностима. Краљ Роберт Баратеон, Недов дугогодишњи пријатељ, путује у Зимоврел како би му понудио положај и предложио брак између његовог прворођеног сина Џофрија и Недове старије кћерке Сансе. Недова супруга Кејтлин добија писмо од своје сестре Лизе, удовице Џона Ерина, у којем каже да је побегла из Краљеве Луке, као и да су Ерина убили Ланистери, породица краљице Серсеи. Кејтлин спаљује писмо и говори Неду о овоме, верујући да Ланистери планирају да убију и краља Роберта. Недов десетогодишњи син, Брен, пење се на једну кулу, где сведочи како Серсеи има секс са својим братом близанцем, Џејмијем, који га затим гура кроз прозор с фаталне висине. У међувремену, преко Узаног мора у Есосу, прогнани принц Висерис Таргарјен склапа уговор с вођом Дотрака, калом Дрогом, који се жени са Висерисовом млађом сестром Денерис, у замену за пружање војске Висерису да освоји Вестерос и поврати Гвоздени престо. |                    |                                   |                  |                            |                 |                           |
| 2 | 2                  | Краљевски друм                    | Тим Ван Патен    | Дејвид Бениоф и Д. Б. Вајс | 24. април 2011. | 2,20                      |
| Након што је прихватио своју нову улогу краљеве деснице, Нед напушта Зимоврел са својим кћерима Сансом и Арјом, док Кејтлин остаје са Бреном. Убица покушава да убије онесвешћеног Брена, али га његов језовук спашава. Кејтлин одлучује да оде у Краљеву Луку и каже Неду о овом покушају убиства, као и сумњи да су Ланистери умешани. Џон Снежни, Недов ванбрачни син, креће на север да се придружи братству Ноћне страже, заштитницима Зида који спречавају Беле ходаче и дивљане да уђу у цивилизовани Вестерос. Као поклон за растанак, Џон је Арји дао танак мач који она касније назива „Игла”. Кепец Тирион Ланистер, Џејмијев и Серсеин брат, одлучио је да не крене назад на југ са својом породицом и уместо тога одлази са Џоновом пратњом до Зида. Када Џофри запрети Арји и њеном пријатељу простог порекла, Арјина језовучица је брани, изазивајући сукоб између Старкова и Ланистера. Да би се разрешио сукоб, Серсеи захтева да Роберт нареди Неду да погуби Арјине језовучице, али како ју је Арја отерала, да би је спасила од одмазде, Сансина језовучица је убијена уместо ње. У Зимоврелу, Брен се буди из несвести. У међувремену, Денерис се спријатељи са Џором Мормонтом, окаљаним витезом, и фокусира своју пажњу на учење како да задовољи кала Дрога.                                                                           |                    |                                   |                  |                            |                 |                           |
| 3 | 3                  | Лорд Снежни                       | Брајан Кирк      | Дејвид Бениоф и Д. Б. Вајс | 1. мај 2011.    | 2,44                      |
| Нед се придружује краљевом малом већу у Краљевој Луци и сазнаје колико се лоше управља Вестеросом, као и о дуговима круне. Кејтлин покушава да тајно упозори свог мужа, али је пресреће стари пријатељ, саветник Петир „Малопрстић” Белиш. Брен сазнаје да више никада неће моћи да хода. Он се не сећа догађаја који су довели до његовог пада. Џон се бори да се прилагоди животу на Зиду, док тренира са низом регрута које углавном чине нискорођени и криминалци, који га презиру због племенитог порекла. Лорд заповедник Џеор Мормонт тражи од Тириона да моли краља да пошаље још људи у Ноћну стражу. Денерис сазнаје да је трудна и почиње да се супротставља Висерису. |                    |                                   |                  |                            |                 |                           |
| 4 | 4                  | Богаљи, копилад и сломљене ствари | Брајан Кирк      | Брајан Когман              | 8. мај 2011.    | 2,45                      |
| По повратку у Краљеву Луку, Тирион свраћа у Зимоврел, где представља модификације седла за Брена које ће омогућити параплегичном дечаку да јаше. Нед трага за траговима необјашњиве смрти свог ментора и претходника Џона Ерина и, у том процесу, открива незаконитог сина краља Роберта. Роберт и његови гости присуствују турниру у част Недовог именовања за десницу. Џон предузима мере да заштити Семвела Тарлија, неспретног младића без пријатеља, од злостављања других регрута. Фрустрирани Висерис се сукоби са Денерис, која стиче све већи углед међу Дотрацима. Санса сања о животу краљице, док Арја очекује далеко другачију будућност. На случајном сусрету у гостионици поред пута, Кејтлин окупља савезнике свога оца и заробљава Тириона због сумње да је покушао да убије њеног сина. |                    |                                   |                  |                            |                 |                           |
| 5 | 5                  | Вук и лав                         | Брајан Кирк      | Дејвид Бениоф и Д. Б. Вајс | 15. мај 2011.   | 2,58                      |
| Нед одбија да учествује у Робертовом плану да убије трудну Денерис и подноси оставку на месту Робертове десница. Кејтлин и Тирион (којег је преузела као свог затвореника) стижу у Гнездо соколово, дом њене сестре Лизе. Вест о хапшењу Тириона стиже у Краљеву Луку, где Џејми тражи објашњење од Неда. Осветнички Џејми наређује убиство Недових људи и бори се са Недом, док Џејмијев човек са леђа не убоде Неда у ногу, остављајући га рањеним. |                    |                                   |                  |                            |                 |                           |
| 6 | 6                  | Златна круна                      | Данијел Мајнахан | Дејвид Бениоф и Д. Б. Вајс | 22. мај 2011.   | 2,44                      |
| Роберт поново именује Неда као десницу и задужује га за вођење краљевих послова док се он не врати из лова. Сељани из Брзоречја стижу у престону дворану са вестима о злочинима које су починили пљачкаши, које је предводио сер Грегор Клегани, послушник Ланистера. Нед осуђује сер Грегора на смрт и шаље поруку Тивину Ланистеру, позивајући га на суђење. Нед одлучи да пошаље Сансу (сада помирену са Џофријем) и Арју назад у Зимоврел. Нед открива да Џофри, његов брат и сестра нису Робертова биолошка деца. Брена, док тестира своје ново седло, нападају дивљани. Роб Старк, Недов најстарији син, и Теон Грејџој, Недов удомљени син чији је отац био пали бунтовни краљ, спашавају га. У Гнезду соколовом, Тирион захтева суђење борбом, које Лиза одобрава. Она бира сер Вардиса, а Тирион тражи свог представника. Плаћеник Брон се пријављује и убија Вардиса, тиме обезбеђујући Тирионово ослобађање. У међувремену, Висерис се разбесни што кал Дрого још увек није испоштовао своје обећање и прети да ће убити Денерисино нерођено дете. Дрого убија Висериса тако што му на главу сипа растопљено злато. |                    |                                   |                  |                            |                 |                           |
| 7 | 7                  | Победници или покојници           | Данијел Мајнахан | Дејвид Бениоф и Д. Б. Вајс | 29. мај 2011.   | 2,40                      |
| У Краљевој Луци, Нед говори Серсеи да зна да су сва Робертова деца заправо Џејмијева. Ускоро сазнаје да је Роберт задобио критичне ране од лова на вепра. Умирући Роберт именује Неда за заштитника краљевства, који ће владати док Џофри не достигне пунолетство. Нед шаље поруку Станису Баратеону, Робертовом млађем брату, с намером да га устоличи пошто Роберт нема правих законитих наследника. Нед говори Белишу о свом плану и тражи од њега да му стекне лојалност Градске страже, једине снаге која је способна да надвлада Ланистере лојалне Серсеи. Након Робертове смрти, Нед, Белиш и Градска стража суочавају се са Серсеи и Џофријем у престоној дворани, гдје Белиш и Градска стража издају Неда и нападају његове људе. Недов млађи брат Бенџен нестаје током експедиције с оне стране Зида. Џон и Сем су изабрани за кућеуправитеље, а Џон је додељен лорду заповеднику Мормонту. У Есосу, Робертов атентатор је ухваћен пре него што је покушао да отрује Денерис. Кал Дрого обећава да ће освојити Седам краљевстава и дати га свом сину. Дотраци почињу марш према Вестеросу. |                    |                                   |                  |                            |                 |                           |
| 8 | 8                  | Оштрица                           | Данијел Мајнахан | Џорџ Р. Р. Мартин          | 5. јун 2011.    | 2,72                      |
| Арја успева да побегне из Црвене тврђаве након што је бравоски мајстор мачевалац задржао чуваре који су послати да је ухвате, али Санса је заробљена. Роб чује вести и позива северне војске да се боре против Ланистера, остављајући Брена иза себе да влада Зимоврелом. Лиза одбија да се бори против Ланистера, а Кејтлин одлази да се придружи Робовој војсци. Тирион и Брон су окружени Шагом и његовим племеном Камене вране. Тирион их убеди да их отпрате до Тивина, који ће их исплатити. Они стижу у Тивинов логор, где он тражи од Шаге да му помогне у њиховом сукобу са Старковима у замену за још већу исплату. Џофри именује Тивина за своју десницу. Санса моли Џофрија да покаже милост према Неду. Џофри пристаје под условом да Нед јавно призна Џофријево право на трон, као и да је починио издају. На Зиду су пронађени лешеви које су напали Бели ходачи. У Есосу, Дрогови ратници почињу да нападају оближња насеља, поробљавајући мештане како би их продали и добили новац за куповину бродова потребних за прелазак Узаног мора. |                    |                                   |                  |                            |                 |                           |
| 9 | 9                  | Белор                             | Алан Тајлор      | Дејвид Бениоф и Д. Б. Вајс | 12. јун 2011.   | 2,66                      |
| Војска Старкових стиже у замак Близанци. Кејтлин убеђује лорда Валдера Фреја да им допусти да прођу и да им помогне, у замену за то да пристане на брак Роба и Арје са његовом децом у будућности. Роб жртвује 2.000 војника у сукобу са војском Ланистера, да би заробио Џејмија. На јавном саслушању, Нед признаје издају и јавно тврди да је Џофри законити наследник. Међутим, уместо да га осуди на Зид као што је договорено, осветољубиви Џофри наређује његову смрт, док Санса, Серсеи и други саветници покушавају да га уразуме. Санса гледа како јој отац умире, а Арја је присутна у гомили. На зиду, Џеор Мормонт у знак захвалности даје породични мач Џону, а мештар Емон открива Џону да је његово име Емон Таргарјен. У Есосу, Дрогова рана постаје критична, а смрт му је неизбежна. Денерис уверава робињу Мири Маз Дур да искористи крвну магију да га спаси. Она каже свима да напусте шатор и остану напољу док се чаролија не заврши. |                    |                                   |                  |                            |                 |                           |
| 10 | 10                 | Ватра и крв                       | Алан Тајлор      | Дејвид Бениоф и Д. Б. Вајс | 19. јун 2011.   | 3,04                      |
| Север проглашава независност од Седам краљевстава и проглашава Роба за свог краља. Пошто Џејмија држе Старкови, а Робертова браћа оповргавају Џофријево право на престо, Тивин именује Тириона као заменика краљеве деснице, док се Тивин бори да одбрани Џофријеву владавину. Џон планира да напусти своју позицију на Зиду да освети Неда и подржи Роба, али његови пријатељи га убеђују да испоштује своју заклетву и остане. Џон се придружује експедицији Ноћне страже да пронађе Бенџена с оне стране Зида. Јорен, регрутер Ноћне страже, помаже Арји да побегне из Краљеве Луке прерушена у дечака, док Џофри планира да Сансу учини својом краљицом упркос погубљењу њеног оца. Денерис сазнаје да је њен нерођени син мртав, а да је Дрого остао у вегетативном стању због подмукле магије Мири Маз Дур. Денерис убија Дрога из милосрђа. Она ставља своја три змајева јаја поред Дрога и пали његову погребну ломачу. Она спаљује Мири на Дроговој ломачи и сама улази у пламен. Када се жеравице угасе следећег јутра, Денерис се диже, неозлеђена, окружена са три новорођена змаја. Џора и други сведоци клече пред њом. |                    |                                   |                  |                            |                 |                           |

## Улоге
| - Шон Бин као Едард „Нед” Старк - Марк Еди као Роберт Баратеон - Николај Костер-Волдо као Џејми Ланистер - Мишел Ферли као Кејтлин Старк - Лина Хиди као Серсеи Ланистер - Емилија Кларк као Денерис Таргарјен - Ијан Глен као Џора Мормонт - Хари Лојд као Висерис Таргарјен - Кит Харингтон као Џон Снежни - Софи Тарнер као Санса Старк | - Мејси Вилијамс као Арја Старк - Ричард Маден као Роб Старк - Алфи Ален као Теон Грејџој - Ајзак Хемпстед Рајт као Брен Старк - Џек Глисон као Џофри Баратеон - Рори Макан као Сендор „Псето” Клегани - Питер Динклиџ као Тирион Ланистер - Ејдан Гилен као Петир „Малопрстић” Белиш - Џејсон Момоа као кал Дрого - Питер Вон као мештар Емон Таргарјен |